# Pirâmide Alimentar Brasileira
A Pirâmide Alimentar Brasileira foi criada em 1999 por pesquisadores da Universidade de São Paulo que adaptaram a Pirâmide Alimentar norte-americana de 1992 aos hábitos alimentares da população brasileira.
A pirâmide alimentar revisada e atualizada pelo Banco de Saúde incorpora as pesquisas das últimas décadas, enfatizando duas inovações:
- O consumo de carboidratos integrais, ricos em fibras.
- O consumo de gorduras saudáveis, de origem vegetal e peixes.